# Illats
 Illats  là một xã thuộc tỉnh Gironde trong vùng Aquitaine tây nam nước Pháp.